# Ulli Nissen
Ulli Nissen (nascida em 16 de junho de 1959) é uma política alemã do Partido Social Democrata (SPD) que actua como membro do Bundestag pelo estado de Hesse desde 2013.

## Carreira política
Nascida em Essen, North Rhine-Westphalia, Nissen tornou-se membro do Bundestag nas eleições federais alemãs de 2013, representando Frankfurt. Ela é membro da Comissão de Construção, Habitação, Desenvolvimento Urbano e Comunidades, e da Comissão de Meio Ambiente, Conservação da Natureza e Segurança Nuclear.